# 1952年の西鉄ライオンズ
1952年の西鉄ライオンズでは、1952年の西鉄ライオンズの動向をまとめる。
この年の西鉄ライオンズは、三原脩監督の2年目のシーズンである。

## 概要
前年南海に大差をつけられながらも2位に躍進したチームは優勝が期待されたが、毎日が開幕ダッシュして5月まで9ゲーム差をつけられたが、毎日の勢いが落ちた6月に4位に上がると、7月には3位に浮上。しかし、南海・毎日の牙城を崩すことはできず前年より成績を若干上回ったものの67勝52敗1分でそのまま3位で終了。投手陣は川崎徳次や野口正明などが奮闘し、被本塁打を48本にとどめたが、チーム防御率は前年の2.74から3.08へと低下した。打撃陣はルーキーの中西太が4番を打って新人王を獲得するなど前年から本塁打が63本から94本へと増加してリーグ1位となり、打率もリーグ3位の.261となった。この年大下弘が東急からトレードで移籍し、翌年には豊田泰光が入団するなど、徐々に黄金時代の足音が聞こえ始めた。

## チーム成績

### レギュラーシーズン
| 1 | 遊 | 今久留主淳 |
| 2 | 中 | 永利勇吉   |
| 3 | 左 | 関口清治   |
| 4 | 捕 | 日比野武   |
| 5 | 右 | 深見安博   |
| 6 | 一 | 新留国良   |
| 7 | 三 | 中西太     |
| 8 | 二 | 千頭久米夫 |
| 9 | 投 | 川崎徳次   |

| 順位 | 4月終了時 | 4月終了時 | 5月終了時 | 5月終了時 | 6月終了時 | 6月終了時 | 7月終了時 | 7月終了時 | 予選終了時 | 予選終了時 | 最終成績 | 最終成績 |
| ---- | --------- | --------- | --------- | --------- | --------- | --------- | --------- | --------- | ---------- | ---------- | -------- | -------- |
| 1位  | 毎日      | --        | 毎日      | --        | 南海      | --        | 南海      | --        | 南海       | --         | 南海     | --       |
| 2位  | 大映      | 1.0       | 大映      | 3.0       | 大映      | 4.0       | 毎日      | 3.5       | 毎日       | 5.5        | 毎日     | 1.0      |
| 3位  | 南海      | 2.0       | 南海      | 4.0       | 毎日      | 4.5       | 西鉄      | 6.5       | 西鉄       | 9.0        | 西鉄     | 8.5      |
| 4位  | 東急      | 4.0       | 東急      | 6.5       | 西鉄      | 6.0       | 大映      | 8.0       | 大映       | 18.0       | 大映     | 21.0     |
| 5位  | 西鉄      | 5.0       | 阪急      | 8.5       | 阪急      | 9.0       | 阪急      | 8.5       | 阪急       | 21.0       | 予選敗退 | 予選敗退 |
| 6位  | 阪急      | 6.5       | 西鉄      | 9.5       | 東急      | 12.5      | 東急      | 13.0      | 東急       | 21.5       | 予選敗退 | 予選敗退 |
| 7位  | 近鉄      | 9.5       | 近鉄      | 17.5      | 近鉄      | 23.5      | 近鉄      | 27.5      | 近鉄       | 40.5       | 予選敗退 | 予選敗退 |

- 各108試合の予選リーグ後、上位4チームでの決勝リーグ（4試合ずつの総当り）を行い、最終順位を決定

| 順位 | 球団             | 勝 | 敗 | 分 | 勝率  | 差   |
| 1位  | 南海ホークス     | 76 | 44 | 1  | .633  | 優勝 |
| 2位  | 毎日オリオンズ   | 75 | 45 | 0  | .625  | 1.0  |
| 3位  | 西鉄ライオンズ   | 67 | 52 | 1  | .563  | 8.5  |
| 4位  | 大映スターズ     | 55 | 65 | 1  | .4583 | 21.0 |
| 5位  | 阪急ブレーブス   | 49 | 58 | 1  | .4579 | 20.5 |
| 6位  | 東急フライヤーズ | 49 | 59 | 0  | .454  | 21.0 |
| 7位  | 近鉄パールス     | 30 | 78 | 0  | .278  | 40.0 |

*1-4位は予選リーグ（108試合）と決勝リーグ（12試合）の通算勝率、5位以下は予選リーグの勝率順で決定

## オールスターゲーム1952
| ファン投票 | 監督推薦 |
| ---------- | -------- |
| 大下弘     | 川崎徳次 |

## できごと
- 4月19日 - 前年からゴタゴタしていた、東急フライヤーズの主砲・大下弘の西鉄へのトレードが発表。見返りとして既に2本本塁打を打った深見安博選手がトレードされたが、深見選手は東急でも23本打ち、計25本で本塁打王を受賞、史上唯一の「2球団またがっての本塁打王」。

## 表彰選手
| リーグ・リーダー | リーグ・リーダー | リーグ・リーダー | リーグ・リーダー |
| 選手名           | タイトル         | 成績             | 回数             |
| ---------------- | ---------------- | ---------------- | ---------------- |
| 中西太           | 新人王           |                  |                  |
| 野口正明         | 最多勝利         | 23勝             | 初受賞           |

| ベストナイン | ベストナイン | ベストナイン |
| 選手名       | ポジション   | 回数         |
| ------------ | ------------ | ------------ |
| 大下弘       | 外野手       | 4年連続5度目 |